# Astragalus shadiensis
Astragalus shadiensis là một loài thực vật có hoa trong họ Đậu. Loài này được L.R. Xu, Zhao Y. Chang & Podl. mô tả khoa học đầu tiên năm 2007.